# Baby Boss 2 : Une affaire de famille
Série
Baby Boss
(2017)
Pour plus de détails, voir Fiche technique et Distribution.
Baby Boss 2 : Une affaire de famille ou Le Bébé boss : Une affaire de famille au Québec (The Boss Baby: Family Business), est un film d'animation américain réalisé par Tom McGrath, sorti en 2021.
Le film débute alors que Tim et Ted Templeton sont devenus des adultes. Tim est un père à la maison alors que Ted est le président-directeur général d'une grande entreprise. Un jour, Tim découvre que sa fillette d'à peine un an est un bébé boss. Elle confère à son père et son oncle la mission d'infiltrer une école qui représente un danger pour l'humanité. Pour ce faire, Tim et Ted devront boire un lait magique qui leur permettra de redevenir enfants pour 48 h. Les deux frères travailleront à nouveau ensemble afin de découvrir ce que trame l'étrange directeur de l'établissement, le Docteur Armstrong.

## Synopsis
Tim Templeton est maintenant un adulte et a gardé son imagination d’enfant, il vit avec sa femme Carol et leurs deux filles, Tabitha, 7 ans, et Tina. Le frère cadet de Tim, Ted, a oublié son passé quand il était bébé mais il est quand même devenu un PDG prospère qui est toujours absent mais il leur envoie de magnifiques cadeaux. Un soir, Tim s’inquiète du changement de Tabitha puis il découvre que Tina vient de Baby Corp, tout comme Ted l'a fait, et qu'elle a été affectée à une « mission spéciale » qui nécessite la présence de Ted. Tim refuse d'appeler Ted, disant qu'il ne viendra jamais. Cependant, Tina laisse un faux message vocal à l'intention de Ted afin de faire venir chez les Templetons.
Le lendemain matin, Ted arrive et Tim lui explique que Tina est une dépêche de Baby Corp. Tina se révèle et donne à Tim et Ted une sucette spéciale pour les projeter à Baby Corp où Ted commence à retrouver la mémoire puis elle présente aux frères une nouvelle formule qui leur permettra de se transformer en enfants pendant 48 heures afin d'infiltrer l'école de Tabitha et de comprendre ce que le Dr. Erwin Armstrong, fondateur et directeur de l'Institut Acorn pour Enfants surdoué, planifie derrière les parents.
Les deux frères boivent le biberon spécial où Tim retrouve ses 7 ans et Ted redevient un bébé. Pour simuler leurs absence, Tim fait croire à Carol que lui et Ted doivent partir quelques jours pour rattraper du temps entre frères alors qu’ils se cachent dans le grenier de la maison.
À l'école, Tim suit Tabitha dans sa classe pendant que Ted est placé avec d'autres bébés. Ted rallie les bébés pour l'aider à sortir de la salle de jeux afin qu'il puisse se rendre au bureau d'Armstrong pour enquêter. Tim essaie d'être envoyé au bureau du directeur en perturbant la classe, mais est plutôt mis dans la "boîte" (une salle confinée pour détendre les perturbateurs) pour le délai d'attente. Ted découvre qu'Armstrong est en fait un bébé lui-même, ayant fui sa maison après que ses parents psychologues se sont servi de lui dans leurs expériences jusqu’à ce qu’il devienne plus intelligent qu’eux et qui s’est mis à créer des applications téléphoniques populaires pour gagner de l'argent. Son plan est le B-day qui consiste à se débarrasser de tous les parents le soir du spectacle de l’école, afin qu'ils ne puissent plus dire à leurs enfants ce qu'ils doit faire.
À la fin de la journée, Tim réussit à se faire inviter par Carol malgré la présence de ses parents (devenus vieux) qui pourrait le reconnaître mais ses lunettes arrive à cacher ça, Tim apprend d’eux que Ted à de l’admiration pour lui. Puis, Tim décide d’aider Tabitha à chanter pour son solo à une pièce de l’école. Ne parvenant pas à contacter Baby Corp et voyant que les frères et sœurs s'éloignent à nouveau, Tina décide qu'elle, son père et son oncle devront tout résoudre par eux-mêmes.
Le soir du spectacle, où Tabitha est censée chanter, les frères et Tina prévoient d'exposer Armstrong. Cependant, ils apprennent que le B-Day devrait se produire durant le spectacle grâce à une application d'Armstrong, QT-Snap, qui hypnotisera les parents en zombies sans cervelle. Tim et Ted sont tous deux attrapés par les bébés ninja d'Armstrong et sont mis dans la boîte, qui commence lentement à se remplir d'eau. Tabitha interprète son solo, mais quand elle voit que Tim ne s'est pas présenté, elle s'enfuit de la scène en pleurant. Elle est consolée par Tina, qui révèle son identité et sa mission. Tabitha accepte d'aider sa sœur cadette en se dirigeant sur le serveur pour arrêter le QT-Snap avant qu'il ne se répande dans le monde entier. Ted appelle Precious, le poney de compagnie de Tabitha, à l'école, pour les sortir de la boîte.
Tim et Ted atteignent d'abord le serveur, mais ils sont arrêtés par Armstrong, qui appelle les parents zombies pour les attraper. Alors que les frères son retenu, la formule commence à s'estomper, les deux sœurs atteignent le serveur et Tabitha parvient à entrer et à ouvrir l'écran d'arrêt, mais Armstrong détruit le clavier. Les sœurs décide de provoquer une éruption volcanique en utilisant des Mentos et du soda, détruisant les serveurs et remenant tous les parents à la normale. Tina révèle alors que réunir Tim et Ted était sa véritable mission.
Alors que la famille Templeton se réunit pour célébrer Noël, Ted débarque pour leur offrir des cadeaux tous en engagent une bataille de boule de neige. Pendant ce temps, Tina conseille à Armstrong  de retourner chez ses parents où ils se réjouissent de le revoir.

## Fiche technique
Sauf indication contraire, les informations mentionnées dans cette section peuvent être confirmées par la base de données cinématographiques IMDb,  présente dans la section « Liens externes ».
- Titre original : The Boss Baby: Family Business
- Titre français : Baby Boss 2 : Une affaire de famille
- Titre québécois : Le Bébé boss : Une affaire de famille
- Réalisation : Tom McGrath
- Scénario : Michael McCullers
- Musique : Steve Mazzaro et Hans Zimmer
- Production : Marla Frazee
- Société de production : DreamWorks Animation
- Société de distribution : Universal Pictures
- Budget :
- Pays d'origine :  États-Unis
- Langue originale : anglais
- Format : couleur - 2,35:1 - 35 mm - son Dolby Digital / DTS / SDDS / Dolby Atmos / Auro 11.1 (en)
- Genre : animation
- Durée : 107 minutes
- Dates de sortie :
  - États-Unis : 2 juillet 2021 (au cinéma et sur Peacock TV avec l'accès premium)
  - France : 18 août 2021

## Sortie
Le film devait initialement sortir aux États-Unis le 26 mars 2021, mais il a été repoussé de 6 mois au 17 septembre 2021. En mai 2021, il a été avancé de 2 mois au 2 juillet 2021, date à laquelle il est sorti au cinéma et sur Peacock TV en premium pendant 60 jours.

## Distribution

### Voix originales
- Alec Baldwin : Baby Boss / Theodore Lindsay « Ted » Templeton
- James Marsden : Timothy Leslie « Tim » Templeton
- Amy Sedaris : le nouveau Baby Boss / Tina Templeton
- Ariana Greenblatt : Tabitha Templeton
- Eva Longoria : Carol Templeton
- Jimmy Kimmel : Ted Templeton
- Lisa Kudrow : Janice Templeton
- Jeff Goldblum : Dr Erwin Armstrong

### Voix françaises
- Stefan Godin : Baby Boss / Theodore Lindsay « Ted » Templeton
- Damien Witecka : Timothy Leslie « Tim » Templeton
- Juliette Poissonnier : le nouveau Baby Boss / Tina Templeton
- Élisa Bardeau : Tabitha Templeton
- Delphine Braillon : Carol Templeton
- Sybille Tureau : Janice Templeton
- Laurent Maurel : Ted Templeton
- Jérôme Commandeur : Dr Erwin Armstrong
- Jean-Pierre Leroux : Wizzie
- Alexandre Spector : Nathan

 Source et légende : version française (VF) sur RS Doublage

### Voix québécoises
- Louis-Philippe Dandenault : Ted / Bébé Boss
- Martin Watier : Tim / Jeune Tim
- Sofia Blondin : Tina
- Emma Bao Linh Tourné : Tabitha
- Pascale Montreuil : Carol
- Tristan Harvey : Ted Sr.
- Nathalie Coupal : Janice
- Gilbert Lachance : Erwin
- Denis Mercier : Sorcier